# Lægealant
Læge-alant (eller blot Alant), Inula helenium, hører til kurvblomstfamilien, Asteraceae, og er en meterhøj plante med store gule blomster. Planten, der indeholder flygtige olier og forskellige harpiks- og slimstoffer, har siden oldtiden været anvendt som slimløsnende middel og som et mavemiddel. Roden bruges som sødemiddel og indeholder inulin, der er et kulhydrat, som tåles af diabetikere, da det ikke nedbrydes eller optages i organismen. Også jordskok, skorzonerrod og artiskok indeholder inulin.